# 东梁元武楼
东梁元武楼，位于山西省临汾市洪洞县刘家垣镇东梁村东南。这里是山区和平原的交汇地带。东梁元武楼原名玄武阁，由陈大名建于明万历二年（1574年），康熙三十四年（1695年）毁于地震，康熙三十七年（1698年）重修，体量巨大，通高25米，下部平台高达7米，平台上有三重檐十字歇山顶楼阁和献殿，正方形平面，底层深广均为五间。东梁元武楼已公布为洪洞县文物保护单位。